# Berthold Harhausen
Berthold Harhausen (1847–1920) – niemiecki duchowny ewangelicki, działacz społeczny.
Od 1886 roku superintendent diecezji ostrzeszowskiej kościoła ewangelickiego. Od 1873 do 1893 roku był pastorem w Odolanowie. Jego postawa polityczna była antypolska - był jednym z sygnatariuszy wniosku do Ottona von Bismarcka w sprawie utworzenia niemieckiej organizacji nacjonalistycznej Deutscher Ostmarkenverein (Hakata) mającej na celu germanizację ziem polskich w zaborze pruskim. W latach 1893–1907 pastor w Ostrowie i Nowych Skalmierzycach, gdzie dzięki jego wsparciu wybudowano okazały kościół ewangelicki w 1912 roku .
Berthold Harhausen zajmował się zjawiskiem tzw. Ostflucht (tj. "ucieczka ze wschodu") - pomimo wysiłków państwa osadnictwo niemieckie na terenie Prowincji Poznańskiej nie dawało zadowalających rezultatów, a wielkopolscy Niemcy czuli się niejednokrotnie zagrożeni z tego powodu. Pastor upatrywał rozwiązania problemu w sprowadzeniu na tereny Prowincji osadników z Cesarstwa Rosyjskiego. Położony przygranicznie Ostrów odgrywał w planach Harhausena szczególną rolę. Staraniem pastora utworzono tu schronisko dla powracających ze wschodu (w 1906 roku przechodziło przez nie 100 osób dziennie), a w 1905 roku założył w Ostrowie, wraz z Arthurem Rhode "Komitet Pomocy dla Reemigrantów". Aktywnie uczestniczył w akcjach propagandowych mających zachęcać Niemców z Królestwa Polskiego do pozostania na terenie Prowincji. Wystarał się także u prezydenta rejencji poznańskiej o to, aby legitymacje Komitetu miały walor dowodów uprawniających do pobytu na terenie tejże rejencji. Stworzył ponadto w 1907 roku Niemieckie Towarzystwo Stypendialne wspierające młodych Niemców oraz opublikował dokument traktujący o kolonizacji niemieckiej w okolicach Ostrowa.
Wikariuszami u Bertholda Harhausena byli m.in. dwaj późniejsi wybitni duchowni Arthur Rhode i Theodor Wotschke.